# Lee Roy Myers
Lee Roy Myers (nacido en Montreal, Quebec) es un director, productor y guionista de cine pornográfico, y uno de los creadores de Woodrocket.com. Empezó su carrera con New Sensations en 2009 y desarrolló sus líneas Una Parodia XXX y Serie Romántica.
Ha dirigido y producido películas para Adam & Eve, DreamZone Entertainment, Tom Buron Pictures, Zero Tolerance Entertainment, Hustler, Third Degree Films, Wicked Pictures, Capitol Entertainment Agency, Xenith, Full Spread Entertainment Nightingale Pictures, Brazzers, Mofos, y su propia compañía de productora, Goodnight Media.

## Nominaciones
- 2010 Premios AVN nominado – Director del año - Body of Work
- 2010 Premios AVN nominado – Mejor Director, Presentación– Seinfeld: A XXX Parody
- 2010 Premio XBIZ nominado – Director del año - Body of Work[6]
- 2010 Premio XBIZ nominado – Director del año, proyecto individual – 30 Rock: A XXX Parody
- 2011 Premios AVN nominado – Director del año - Body of Work
- 2011 Premios AVN nominado – Mejor Director, presentación – The Big Lebowski: A XXX Parody
- 2011 Premios AVN nominado – Mejor guion, adaptado– The Big Lebowski: A XXX Parody
- 2011 Premios AVN nominado – Mejor guion, adaptado – Cheers: A XXX Parody
- 2011 Premios AVN nominado – Mejor guion, adaptado – Reno 911: A XXX Parody
- 2012 Premios AVN nominado - Mejor Director, Parodia - Godfather: A DreamZone Parody
- 2012 Premios AVN nominado - Director del año - Body of Work
- 2013 Premio XBIZ nominado - Director del año, Parodia - Buffy the Vampire Slayer XXX[7]

## Galardonado
- 2009 Premios Nightmoves ganador– Mejor Parodia (Favorita de los fanes), The Office: A XXX Parody
- 2010 Premios AVN ganador– Mejor Parodia, Sex Files (Productor)
- 2010 Premios Nightmoves ganador– Mejor Parodia (Elección del editor), The Big Bang Theory: A XXX Parody
- 2011 Premio XBIZ ganador- Director del año - Body of Work[8]
- 2011 Premio XBIZ ganador– Mejor Parodia, The Big Lebowski: A XXX Parody
- 2011 Premios XRCO ganador- Mejor Parodia, Comedia, The Big Lebowski: A XXX Parody